# جو مكارثي
جو مكارثي (بالإنجليزية: Joe McCarthy)‏ هو مصارع محترف أمريكي، ولد في 30 أبريل 1929 في مقاطعة أوبيون في الولايات المتحدة، وتوفي في 13 مارس 2012 في دييرسبورغ في الولايات المتحدة.

## روابط خارجية
- جو مكارثي على موقع CageMatch worker (الإنجليزية)
- جو مكارثي على موقع قاعدة بيانات المصارعة على الإنترنت (الإنجليزية)